# Kader Attou
Pour les articles homonymes, voir Attou.
Kader Attou, né le 6 février 1974 à Saint-Priest (Rhône), est un danseur et chorégraphe français de hip-hop et de danse contemporaine. Il est de 2009 à 2021 le directeur du Centre chorégraphique national (CCN) de La Rochelle. Parmi ses pièces les plus célèbres figurent The Roots, Un Break à Mozart et Allegria.

## Biographie
Kader Attou est issu du milieu du hip-hop et s'est formé à l'école de cirque de Saint-Priest. À la fin des années 1980, il crée le collectif Accrorap avec Mourad Merzouki, Chaouki Said et Éric Mézino,. Son spectacle Athina présenté en 1994 à la Biennale de la danse de Lyon marque le début de sa reconnaissance en France. En 2003 sa pièce Douar thématise les disparus de la guerre civile algérienne.
En 2008, il devient directeur du Centre chorégraphique national (CCN) de La Rochelle succédant à Régine Chopinot. En 2010, il obtient une carte blanche pour l'édition de Suresnes Cité Danse, où il présente sa création Trio. En 2019, sa chorégraphie Un break à Mozart 1.1 est jouée devant la Pyramide du Louvre pour l'ouverture du festival Festival Paris l’été. La même année, il est fait chevalier de l'ordre de la Légion d'honneur. En septembre 2021, il dévoile Les Autres lors du Festival Karavel. 
Sa direction du CCN de La Rochelle s'achève en 2021, après treize ans, ce mandat étant repris par Olivia Grandville. Depuis 2022, Kader Attou, avec la compagnie Accrorap, s'est installé à la Friche Belle de Mai à Marseille. Lors de cette même année, il crée Prélude, une pièce tout terrain composée de neuf danseurs et danseuses de la région SUD.
En 2023 il montre Le Murmure des songes, sa première création pour le jeune public, qui comporte des références à Méliès et Chaplin.

## Principales chorégraphies
- 1994 : Athina
- 1996 : Kelkemo
- 1998 : Hip-Hop Opera
- 1999 : M'Panandro, le maître de cérémonie (diptyque contenant Razana-Racine et Prière pour un fou)
- 2000 : Anokha
- 2002 : Pourquoi pas
- 2003 : Mekech Mouchkin en collaboration avec Mourad Merzouki
- 2004 : Douar[6]
- 2005 : Reprise de Prière pour un fou
- 2006 : Les Corps étrangers
- 2008 : Petites histoires.com
- 2010 : Trio[7]
- 2010 : chorégraphie la pièce Mémoire de papillon de Mohamed Guellati
- 2010 : Symfonia Piesni Zalosnych sur la Troisième Symphonie d'Henryk Górecki[14],[5].
- 2013 : The Roots[5]
- 2014 : Un break à Mozart avec l'Orchestre des Champs-Élysées
- 2014 : Opus 14
- 2015 : Yatra pour Andrés Marin
- 2016 : Un break à Mozart 1.1 avec l'Orchestre des Champs-Élysées
- 2017 : Allegria
- 2018 : Danser casa en collaboration avec Mourad Merzouki
- 2021 : Les Autres
- 2022 : Prélude
- 2023 : Le Murmure des songes[13]

## Distinctions
- 2013 : Chevalier dans l'Ordre des arts et des lettres
- 2015 : Chevalier dans l'Ordre de la Légion d'honneur[9]